# Sensitive compartmented information facility

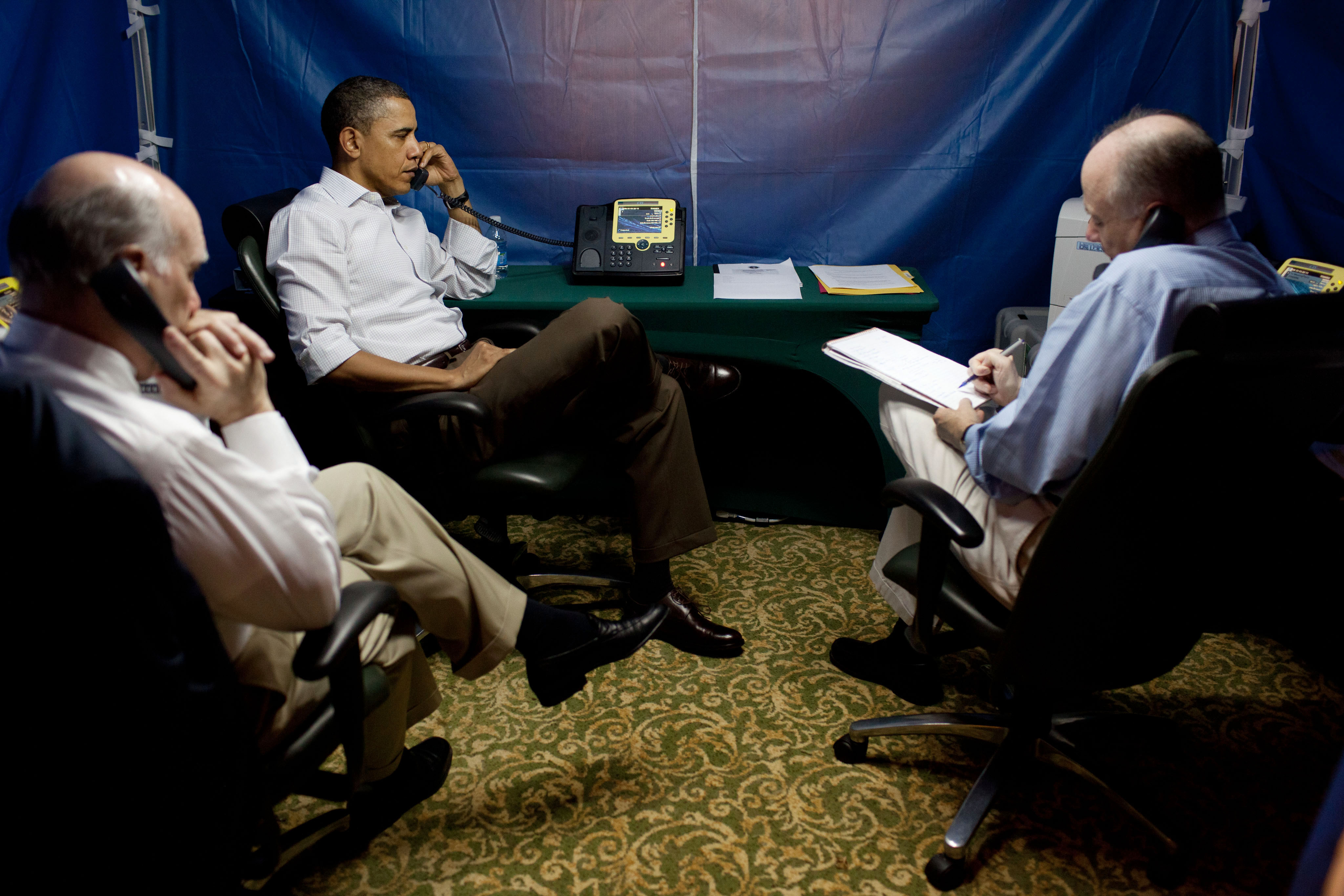
Barack Obama (i mitten) i en SCIF i sitt hotellrum i Rio de Janeiro, 2011

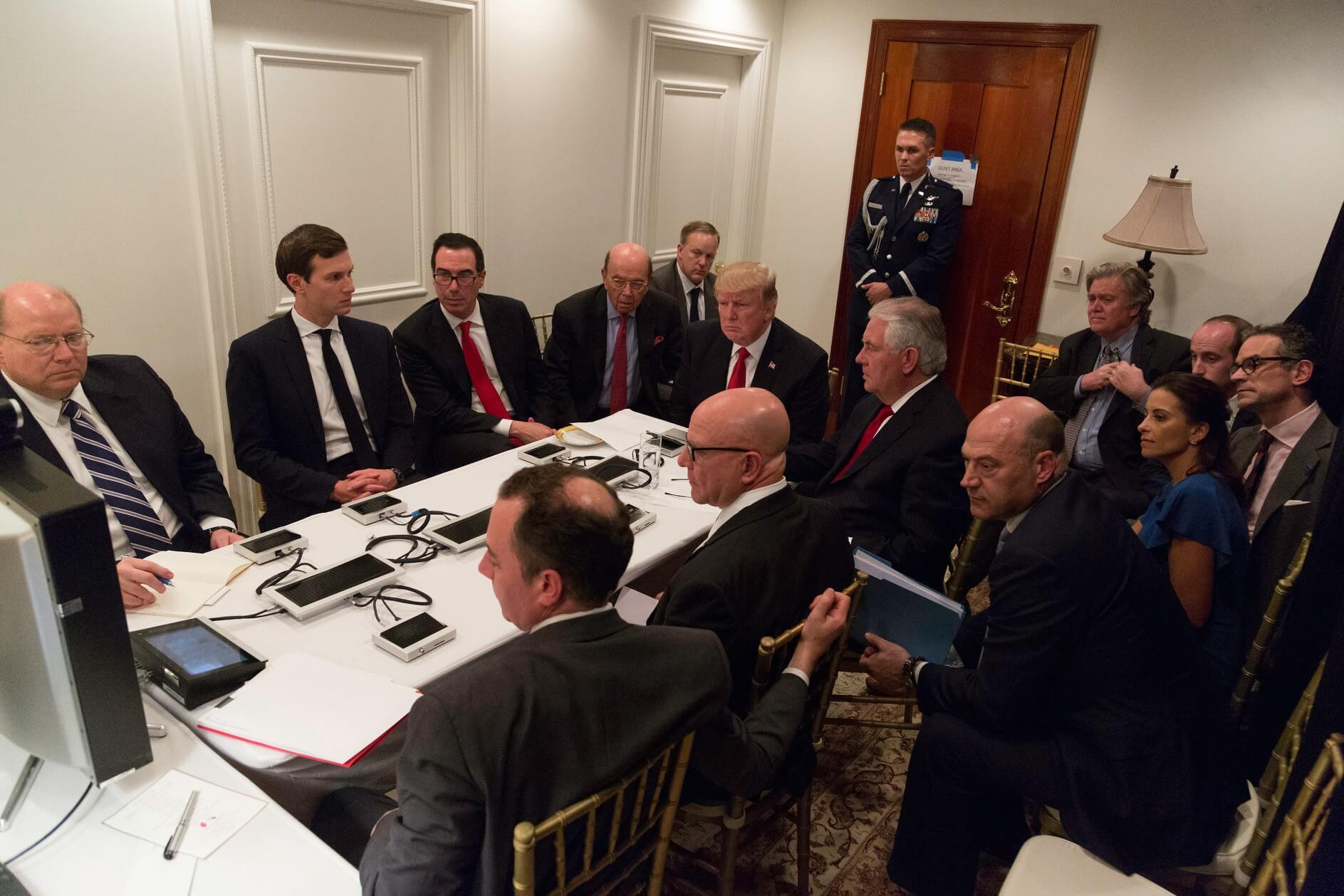
Donald Trump (vid bordets kortända) bevakar missilattacken mot Shayrat 2017 från Mar-a-Lagos SCIF.

Sensitive compartmented information facility (SCIF /skɪf/), ungefär "känslig avskiljd informationsfacilitet", är ett begrepp inom amerikansk militär-, säkerhets-, försvars-, och underrättelseterminologi som avser en innesluten yta i en byggnad som används för att behandla känslig och säkerhetsklassad information (Sensitive compartmented information, SCI).
En SCIF kan vara antingen permanent eller temporär.